# Дитмар, Владимир Георгиевич
Владимир Георгиевич Дитмар (23 июля (5 августа) 1903, Старый Оскол — 27 марта 1967, Благовещенск) — советский учёный-геолог, исследователь Сибири и Заполярья. Занимался многолетними наблюдениями по стратиграфии докембрия и региональной металлогении рудных месторождений Восточной Сибири и Дальнего Востока. Автор около 40 научных трудов, геологических отчетов, карт. Кандидат геолого-минералогических наук (1946).

## Биография
Родился в городе Старый Оскол (Курская губерния). В возрасте одного года переехал с семьёй на хутор Михалово Лесковической волости Витебского уезда. Отец — Георгий Карлович Дитмар, железнодорожный служащий. Мать — Вера Яковлевна Гамова. Был старшим из шести детей.
В 1913—1921 годах обучался в Витебской гимназии (с 1918 г. — 11 Советская Трудовая Школа).
Поступил в Горный институт в Петрограде. В 1926 году, ещё будучи студентом, начал работать в Геологическом Комитете. В 1928 году, закончив геологоразведочный факультет Горного института, получил специальность горного инженера-геолога.
По окончании Горного института был назначен начальником Чуя-Чайской партии Геологического комитета и проводил работы в Северо-Байкальском нагорье (1928—1930 гг.). Отслужил в течение года в РККА (1930—1931). В 1931 г. был назначен начальником Верхне-Вилюйской партии Якутского районного ГРУ и отбыл в Якутск.
В 1934 году возвратился в Ленинград и, став научным сотрудником Арктического института, принял участие в двух экспедициях на Чукотку.
В 1939 году начал работать во ВСЕГЕИ и принял участие в геологическом картировании Восточного Саяна (1939), а затем — в поисках и разведке месторождений железных руд на Дальнем Востоке с целью обеспечения сырьём завода «Амурсталь» (1940—1941).
В 1941—1942 гг. служил геологом Дальневосточного геологического управления в Хабаровске, после чего перешел на работу в трест «Золоторазведка» и был назначен главным геологом Дальней Тайги Ленского золотоносного района (Бодайбинский район Иркутской области). В 1944 г. вновь вернулся во ВСЕГЕИ, после чего принял участие в геологическом картировании района Бодайбо и Киренска (1944), исследовании кембрийской фауны на р. Янгуде (Северо-Муйский хребет) (1945) и изучении территории р. Олёкмы (1947).
В 1949 году в рамках «красноярского дела геологов-вредителей» во ВСЕГЕИ прошла министерская проверка, результатом которой стал приказ по Мингео от 22 августа 1949 г. В нём, в числе прочего, говорилось о наличии в институте «лиц из социально чуждой среды», в числе которых был упомянут и В. Г. Дитмар. После этого он покинул институт.
В 1950—1952 годах работал начальником партии Лесной экспедиции 1 Главного Геологического Управления Министерства Геологии СССР (пос. Чара, Читинская область). Затем, однако, он вернулся во ВСЕГЕИ, в отдел Восточной Сибири.
В 1961 году переехал в Благовещенск, став старшим научным сотрудником Благовещенской геолого-геофизической лаборатории Дальневосточного геологического института, где и проработал до выхода на пенсию (1966 год). Умер и похоронен в Благовещенске.

## Семья
Первая жена: Мельникова, Клавдия Ивановна
- Сын: Геннадий Владимирович

Вторая жена: Гапеева, Марина Михайловна
- Сын: Аллан-Роальд.

## Чукотские экспедиции
В 1930-х гг. Дитмар принял участие в двух экспедициях на Чукотку, базовый лагерь первой из которых располагался на мысе Биллингса, а второй — на мысе Ванкарем. Особенно драматично сложилась первая из них (1934—1935 гг.).
Экспедиция возглавлялась Дитмаром и включала в себя ещё двух сотрудников (геодезиста-астронома и моториста к руль-мотору, исполнявшего также функции завхоза). 8 августа 1934 г. члены экспедиции высадились с парохода на песчаной косе в 15 километрах к западу от мыса Биллингса, в местности, именуемой Валькарайн (по другим сведениям, Валькорайн). Там в 1929 году потерпела крушение американская шхуна «Элизиф», после чего из её палубных построек и парусины был сооружен барак, а затем и образовалась небольшая фактория.
Задачей экспедиции Дитмара было проведение геологических обследований на территории площадью в 50 000 кв. км. Из архивных документов (полевой журнал, рабочие записки), ныне хранящихся в архиве г. Певек, следует, что планам экспедиции раздобыть транспорт (аэросани) с водителем на одном из перевалочных пунктов не суждено было сбыться. Поэтому рассчитывать оставалось только на транспортные средства местного населения — оленей в глубине тундры и собак на побережье.
В сентябре Дитмар совершил маршрут вдоль побережья Восточно-Сибирского моря в сопровождении чукчи Игаэргина, используя в качестве транспортного средства лодку с руль-мотором. 18 сентября, при возвращении домой, их лодка налетела в море на банку и оказалась залита волной. Спутник-чукча утонул, а Дитмар выплыл лишь чудом. В те времена чукчам о способности человека плавать в воде было неизвестно, поэтому они не могли представить себе, что обычный человек может вернуться из моря живым после такого происшествия. Они стали бояться Дитмара и отказались иметь с ним дело. Контакты с местным населением затруднялись ещё и незнакомством того с денежным обращением, а также языковым барьером. Спутники Дитмара по экспедиции отказались продолжать работы, считая их в сложившейся ситуации невыполнимыми.
У Дитмара оставалось только два варианта: оставаться на базе, чтобы в конечном счёте уехать ни с чем, или всё-таки найти себе транспорт и более сговорчивых спутников. Выбрав второй вариант, Дитмар отправился в Певек, кочуя вместе с чукчами на оленях. К декабрю Дитмар добрался туда, после чего сумел найти проводника из местного населения, а также собак и нарты, и некоторую работу выполнил в этом составе. Но в апреле собаки начали хворать, а две из них издохли. После этого проводник отказался сопровождать Дитмара в очередном маршруте, и тому пришлось отправиться в зимнюю тундру в одиночестве, впрягшись в нарты самому. Дитмар потратил на этот маршрут около двух месяцев, временами продвигаясь лишь на 3-4 километра в сутки из-за слоя снега полутораметровой толщины. Если раздобыть хворост для костра не удавалось, то приходилось добывать воду для питья, растапливая снег на пламени свечи.
3 июня 1935 г., вскоре после возвращения Дитмара из маршрута, на мысе Биллингса стало известно об аварийной посадке самолёта «Н-47» марки «П-5», который приземлился на наледь в устье р. Кувет (сейчас это место считается устьем Пегтымеля). Разыскивать пропавших летчиков — командира экипажа Г. И. Катюхова и бортмеханика Ю. П. Соколова — вызвались трое: прибывший с Мыса Шмидта моторист В. Марчук, а также Дитмар и его завхоз Г. Семёнов. Используя в качестве плавательного средства лёгкую байдару из нерпичей или моржовой кожи, спасатели отравились на поиски в разлив дельты Кувета. Поиски увенчались успехом 25 июня: на одном из островов лётчиков нашли — живых, хотя и крайне истощённых от голода. 30 июня спасатели вместе со спасённым ими экипажем вышли к реке Куль, после чего пути участников группы разошлись. Лётчики в сопровождении Марчука пошли дальше на мыс Биллингса, куда и добрались к 2 июля, а Дитмар и Семёнов вернулись к Кувету, чтобы отправиться вверх по реке в новый маршрут.
Экспедиционные работы закончились 7 августа. К этому времени площадь территории, обследованной экспедицией Дитмара, составила 52 000 кв. км. Вскоре после этого члены экспедиции и все собранные ей материалы были вывезены пароходом.
По возвращении в Ленинград Дитмар подготовил детальный отчёт, озаглавленный «Северная Чукотка. Отчёт о геологических исследованиях 1934—1935 гг». Отчёт содержит вводную часть с развёрнутым описанием сложностей, которые пришлось преодолевать во время экспедиции". Резюме вводной части гласит: «Вся эта работа есть любопытный случай сочетания различных неудач». В 1980-х годах на основе этого отчёта была написана «Повесть о странном Дитмаре».
За два экспедиционных сезона Дитмар картографировал полностью не изученные районы Чукотки, провёл геологические исследования образцов пород, одновременно ведя записи относительно традиций местного населения. Им была предсказана не только возможность разработки многих полезных ископаемых, но и указаны достаточно точные координаты их разработки (Валькумейское месторождение олова, Иультинское месторождение вольфрама). Практически все научные и полевые работы, проводившиеся впоследствии в районе Чукотки, так или иначе опирались на результаты этих его работ.

## Первое описание чароита

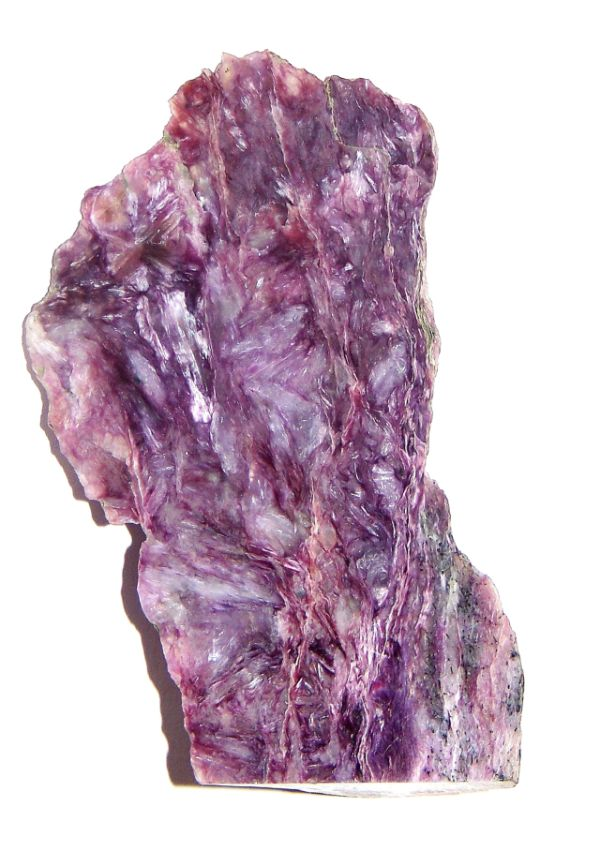
Шлиф чароита (размер 7,5 х 4 см).

В 1948 г. Дитмар проводил геологическую съемку территории бассейна реки Лены в среднем её течении. В междуречье Чары и Токко он исследовал массив сиенитов, названный им Мурунским по горе Мурун, господствующей над прилегающей территорией. В одной из своих баз на этом массиве в русле безымянного ручья (сейчас это ручей Дитмаровский) геолог обнаружил и описал сиреневую породу, определённую им как куммингтонитовый сланец. Впоследствии выяснилось, что эта порода является новым минералом, который был назван чароитом.